# Achmerowskiwald
Koordinaten: 53° 36′ 10″ N, 56° 15′ 41″ O

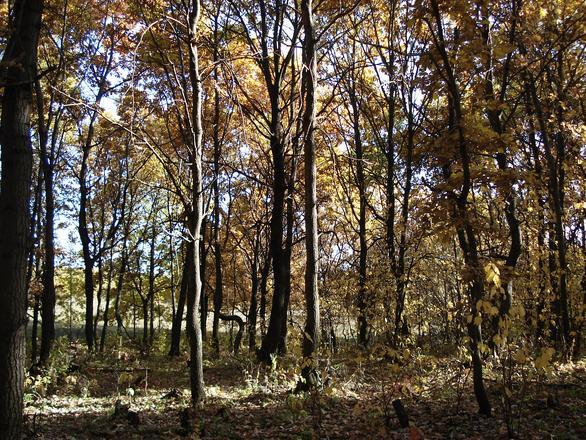
Achmerowskiwald

Der Achmerowskiwald (baschkirisch Әхмәр урманы; russisch Ахмеровский лес) ist ein Wald in Baschkortostan in Russland. Seine Fläche beträgt etwa 15 km². Er erreicht in seinen höchsten Lagen knapp 340 m.

## Lage
Der Wald liegt südlich der Straße R316 (Sterlitamak – Magnitogorsk) innerhalb des Rajons Ischimbai im Nordosten des  Gemeindegebiets von Ischimbai, 21 km nordöstlich von Ishimbai und 18 km östlich von Sterlitamak.

## Flora
Im Achmerowskiwald wachsen Eichen und Linden. Bis ins 20. Jahrhundert wurde das Holz des Achmerowskiwaldes in den Salinen am Rand des Waldes verwendet.  Entlang des südlichen Teils des Waldes findet man vermehrt Lichtungen mit Wiesenflächen.